# Rolls-Royce Silver Cloud
O Rolls-Royce Silver Cloud é um modelo da Rolls-Royce produzido entre 1955 e 1966.